# Ottemannita
L'ottemannita és un mineral de la classe dels sulfurs. Rep el nom per Joachim Ottemann (1914-), mineralogista alemany de Heidelberg.

## Característiques
L'ottemannita és un sulfur de fórmula química beta Sn₂S₃. Es tracta d'una espècia aprovada com a espècie vàlida per l'Associació Mineralògica Internacional i publicada per primera vegada l'any 1964. La seva duresa a l'escala de Mohs és 2. És força similar a la suredaïta. L'exemplar que va servir per a determinar l'espècie, el que es coneix com a material tipus, es troba conservat al Museu Nacional d'Història Natural de Washington DC, als Estats Units.
Segons la classificació de Nickel-Strunz, l'ottemannita pertany a «02.DB: Sulfurs metàl·lics, M:S = 2:3» juntament amb els següents minerals: antimonselita, bismutinita, guanajuatita, metastibnita, pääkkönenita, estibina, suredaïta, bowieïta, kashinita, montbrayita, edgarita, tarkianita i cameronita.

## Formació i jaciments
Va ser descoberta a Cerro de Potosí, a la localitat de Potosí, dins el departament de Potosí (Bolívia). També ha estat descrita a l'Argentina, els Estats Units, Noruega i Namíbia.